# Protestantismo e Judaísmo
Protestantismo e Judaísmo têm mantido estreita relação desde o advento da Reforma Protestante, embora o diálogo entre as duas confissões de fé tenha-se acentuado progressiva e significativamente no século XX, de modo a superar o conflito cultural, histórico e religioso formado, desde o advento de Jesus Cristo, por assim dizer, "centro dessa discórdia". Com marcante pioneirismo e ritmo de trabalho por parte dos estudiosos protestantes e judeus dos Estados Unidos, esses esforços e realizações, todavia, vêm-se estendendo cada vez mais, de modo geral, a todas as nações em que cristãos e judeus convivem.

## Fonte histórica
Historicamente, o encontro entre as duas confissões de fé — Judaísmo, originariamente, a primeira confissão espiritual-religiosa monoteísta, obediente ao Deus de Israel, que, profeticamente, prenunciou a Jesus Cristo, centro do Cristianismo — apresentou discordâncias de ambos os lados. O Judaísmo, pelo fato de sua observância rigorosa e única e no seu histórico extremo zelo, ter concebido e, pois, esperado um Messias que não se conformava com Jesus Cristo, como ele de fato se apresentou ao povo judeu de então (o relato bíblico evangélico deixa claro que os judeus esperavam um aguerrido líder, espiritual sim, mas combativo e militar (Sl 2:7-9):
"(7) Proclamarei o decreto do SENHOR. Ele me disse: 'Tu és meu Filho; Eu hoje te gerei. (8) Pede, e Eu te darei as nações como herança, os confins da terra como tua propriedade. (9) Tu as regerás com cetro de ferro, como um vaso de oleiro as espatifarás".
 O Cristianismo nascente, doutro lado, por efetivamente ter depositado sua fé em Jesus Cristo, qual manso e humilde cordeiro, embora Deus conosco (Fp 2:5-11), como fiel cumprimento profético da Palavra de Deus no Antigo Testamento, notadamente por Isaías, o profeta messiânico maior (Is 53:1-10):
"(5) Tende em vós o mesmo sentimento que houve também em Cristo Jesus, (6) o qual, tendo plenamente a natureza de Deus, não reivindicou o ser igual a Deus, (7) mas, pelo contrário, esvaziou-se a si mesmo, assumindo plenamente a forma de servo e tornando-se semelhante aos seres humanos. (8) Assim, na forma de homem, humilhou-se a si mesmo, entregando-se à obediência até a morte, e morte de cruz. (9) Por isso, Deus também o exaltou sobremaneira à mais elevada posição e lhe deu o Nome que está acima de qualquer outro nome; (10) para que ao Nome de Jesus se dobre todo joelho, dos que estão nos céus, na terra e debaixo da terra, (11) e toda a língua confesse que Jesus Cristo é o Senhor, para a glória de Deus Pai"
(1) Ora, quem creu em nossa pregação? E a quem foi revelado o Braço de Yahweh? (2) Ele cresceu diante dele como um broto tenro e como uma raiz saída de uma terra árida e estéril. Ele não aparentava qualquer formosura ou majestade que pudesse atrair os seres humanos, nada havia em seu aspecto físico pelo que pudéssemos ser cativados. (3) Pelo contrário, foi desprezado e rejeitado pelos homens, viveu como homem de dores, experienciou todo o sofrimento. Caminhou como alguém de quem os seus semelhantes escondem o rosto, foi menosprezado, e nós não demos à sua pessoa importância alguma. (4) E no entanto, as dores eram as nossas próprias enfermidades que ele carregava em seu ser. Sobre seu corpo levou todas as nossas doenças; contudo nós o julgamos culpado e castigado por Deus. Pela mão de Deus ferido e torturado. (5) Mas, de fato, ele foi transpassado por causa das nossas próprias culpas e transgressões, foi esmagado por conta das nossas iniquidades; o castigo que nos propiciou a paz caiu todo sobre ele, e mediante suas feridas fomos curados. (6) Em verdade todos nós, tal como ovelhas perdidas, andamos errantes; cada ser humano tomou o seu próprio caminho; e Yahweh fez cair sobre ele a iniquidade de todos nós. (7) Ele foi maltratado, humilhado, torturado; contudo, não abriu a sua boca; agiu como um cordeiro levado ao matadouro; como uma ovelha que permanece muda na presença dos seus tosquiadores ele não expressou nenhuma palavra. (8) Por intermédio de julgamento tirano ele foi preso. E quem pode falar dos seus descendentes? Pois ele foi ceifado da terra dos viventes; por causa dos erros do meu povo ele foi golpeado. (9) Deram-lhe uma sepultura com os ímpios, e ficou com o rico na sua morte, embora jamais tivesse cometido injustiça, nem houvesse qualquer engano ou inverdade em sua boca. (10) Contudo, foi do propósito de Yahweh, torturá-lo e fazê-lo passar por toda dor. E, embora o SENHOR o tenha feito como oferta pelo pecado da humanidade, ele verá a sua posteridade, prolongará os seus dias para sempre, e a vontade de Yahweh prosperará em suas mãos.
Alguns dos primeiros Reformadores Protestantes, incluindo Martinho Lutero, não sustentaram forte visão Anti- judaica, como muitos pensam sendo um dos primeiros livros de Lutero foi "Jesus era Judeu" . No entanto, enquanto editava sua Bíblia em língua alemã e por negar os chamados livros deuterocanônicos, Lutero procurou apelar aos judeus. São ditos deuterocanônicos sete livros, todos eles do Antigo Testamento — os quais, todavia, são aceitos e considerados canônicos (i.e., pertencentes ao conjunto de regra, ou cânon da Bíblia Sagrada completa), pelos católicos romanos e ortodoxos orientais, mas não são aceitos pelos judeus — e, assim, são rejeitados pelos protestantes. Esses livros (ou porções) são: 1 e 2 Macabeus, Judite, Tobias, Baruque, Siraque e Sabedoria, e adições aos livros de Ester e Daniel. Com o apoio da diáspora judaica, Lutero continuou suas contestações e denúncias contra a Igreja Católica Romana. No entanto, Lutero mais tarde seria abandonado pela comunidade judaica, que retirou seu interesse pela conversão que haviam expressado anteriormente. Essa experiência deixou Lutero com um sentimento de traição, que finalmente levou à publicação de Sobre os Judeus e Suas Mentiras.

## Dabru Emet: comunhão
Dabru Emet (hebr . : ברו אמת "Fala (tu), falai (vós) [a] Verdade") é um documento relativo à relação entre Cristianismo e Judaísmo, propondo a comunhão. Foi assinado por mais de 220 rabinos e intelectuais de todos os ramos do judaísmo , como indivíduos e não como representantes de algum ramo de judaísmo.
À luz do Concílio Vaticano II, em 1965, Dabru Emet foi publicado pela primeira vez em 10 de setembro de 2000, no New York Times, e, desde então, tem sido usado em programas de educação judaica no mundo. Reconhecendo diferenças teológicas entre as duas religiões , o objetivo de Dabru Emet é construir um encontro espiritual entre cristãos e judeus, acolhendo a legitimidade de ambas as fés. Não é documento oficial de nenhuma das denominações judaicas em si, mas representa o que muitos judeus sentem. Oito grandes temas são expressos:
1. Judeus e cristãos adoram o mesmo Deus
2. Judeus e cristãos buscam autoridade no mesmo livro
3. Cristãos podem respeitar a reivindicação dos judeus na terra de Israel
4. Judeus e cristãos juntos aceitam os princípios morais da Torá (Pentateuco)
5. O nazismo não é um fenômeno cristão [nem, de forma alguma, judeu]
6. A controvérsia entre judeus e cristãos não será resolvida até que Deus redima o mundo inteiro, como prometido nas Escrituras e ninguém deve ser pressionado a acreditar na crença de outro.
7. O novo relacionamento entre judeus e cristãos não enfraquecerá a prática judaica
8. Judeus e cristãos devem trabalhar juntos por justiça e paz

## Igreja Católica
A Igreja Católica Romana, em modo de comunhão com as demais confissões, denominações, ministérios e, certamente, Igrejas Cristãs não católicas, tem apoiado, incentivado e promovido a aproximação entre o Cristianismo e o Judaísmo. Fruto do Concílio Vaticano II, convocado em 1962 pelo papa João 23 e concluído em 1965 por Paulo VI, a declaração Nostra Aetate (no nosso tempo) marcou o início de uma revolução positiva na relação entre igreja e comunidade judaica. No ano 2000, a comunidade judaica publicou o documento "Dabru Emet" (digam a verdade), assinado por cerca de 220 rabinos e intelectuais de todas as correntes do judaísmo. Na exortação apostólica Evangelii Gaudium ("A Alegria do Evangelho"), de 2013, o papa Francisco escreve: "Um olhar muito especial é dirigido ao povo judeu, cuja aliança com Deus nunca foi revogada". Embora não seja o único documento dessa natureza, a Nostra Aetate é o primeiro compromisso de aproximação teológica e social entre as duas comunidades. Seguindo essa posição do Concílio, os papas sucessivos realizaram diversos gestos de aproximação em relação à comunidade judaica. Em 1965, ainda antes da publicação da Nostra Aetate, Paulo VI visitou a Terra Santa, gesto que seria depois repetido por todos os papas, com a exceção de João Paulo 1º, que morreu apenas 33 dias após eleito. João Paulo 2º visitou, em 1986, a Grande Sinagoga de Roma, ao lado do rabino Elio Toaff, e reconheceu oficialmente o Estado de Israel em 1993. Bento 16 também esteve no templo judaico da capital italiana e esse gesto deverá ser repetido em breve por Francisco, como revelou o rabino Riccardo di Segni, depois de audiência com o sumo pontífice. No Brasil, o diálogo vem se fortalecendo desde a década de 1960. Em São Paulo, em particular, há uma história marcante de boas relações católico-judaicas; vale recordar gestos enfáticos realizados por ambas as comunidades, representadas pelo cardeal Paulo Evaristo Arns e pelo rabino Henry Sobel, durante o regime militar. E não tem sido diferente a convivência respeitosa e a colaboração amiga desde então

## Igreja da Escócia
Em 1981, a Assembleia da Igreja da Escócia declarou "sua crença no lugar contínuo do povo de Israel de Deus dentro do propósito divino".

## Igreja Luterana
Em 1982, a Federação Luterana Mundial emitiu uma consulta afirmando que "nós, cristãos, devemos limpar-nos de qualquer ódio dos judeus e qualquer tipo de ensino de desprezo para com o Judaísmo." Efetivamente, esse foi um passo significativo no reencontro das duas fés.
A Comissão Luterana Europeia sobre a Igreja e o Povo Judeu (Lutherische Europäische Kommission Kirche und Judentum, LEKKJ) é uma organização que representa vinte e cinco corpos de igrejas luteranas na Europa. Em 12 de maio de 2003, eles deram uma resposta a "Dabru Emet":
Nesse contexto, LEKKJ saúda a emissão de "Dabru Emet: uma declaração judaica sobre cristãos e cristianismo". Vemos nesta declaração uma confirmação de nosso próprio trabalho nesses anos passados... Sabemos que devemos reexaminar temas na teologia luterana que no passado deram origem repetidamente à inimizade para com os judeus... Totalmente cientes de que "Dabru Emet" é, em primeira instância, um convite intra-judaico para a conversação, vemos nesta declaração também uma ajuda para expressar e viver a nossa fé de tal maneira a não denegrirmos os judeus, mas sim respeitá-los em sua alteridade, e somos capazes de dar conta de nossa própria identidade com mais clareza à medida que a examinamos à luz de como os outros nos vêem.

## Igreja Batista
Em março de 1995, a "Aliança dos Batistas" emitiu "Uma Declaração Batista sobre as Relações Judaico-Cristãs". Uma revisão dessa declaração foi lançada em 25 de abril de 2003. Em parte, diz-se:
Como cristãos batistas, somos os herdeiros e, por nossa vez, temos sido os transmissores de uma teologia que culpa a morte de Jesus aos pés dos judeus ; uma teologia que tomou a anti-judaica polêmica das Escrituras Cristãs fora de seu primeiro contexto do século e tem usurpado para a Igreja as promessas bíblicas e prerrogativas dadas por Deus aos judeus... a loucura, o ódio, as atitudes desumanas que levou aos acontecimentos conhecidos coletivamente como o Holocausto não aconteceu durante a noite ou dentro do espaço de poucos anos, mas foram o culminar de séculos de tal teologia cristã, ensino e ação sancionada pela igreja contra os judeus simplesmente porque eram judeus.
Este documento lista as ações recomendadas que pediram a todos os cristãos que se juntassem a elas:
- "Afirmando o ensino das Escrituras Cristãs que Deus não rejeitou a comunidade de Israel, o povo da aliança de Deus (Rm 11:1,2[10]), uma vez que 'os dons e chamado de Deus são irrevogáveis' (Rm 11:29[11]);
- Renunciando interpretações das Escrituras que estimulam estereótipos religiosos e preconceito contra o povo judeu e sua fé;
- Buscando um diálogo genuíno com a comunidade judaica em geral, um diálogo construído sobre o respeito mútuo e a integridade da fé um do outro;
- Levantando nossas vozes rápida e ousadamente contra todas as expressões do anti-semitismo;
- Educando-nos a nós mesmos e aos outros sobre a história das relações judaicas-cristãs desde o primeiro século até ao presente, de modo a compreender nosso presente aprendendo com nosso passado.
- Comprometendo-nos a considerar com rigor as formas apropriadas de testemunho cristão para o nosso tempo.

## Igreja Unida do Canadá
A Igreja Unida do Canadá publicou uma declaração em maio de 1998 intitulada "Testemunha Fiel Relevante: A Igreja Unida - Relações Judaicas Hoje". Isso convoca os cristãos a:
- Parar de tentar converter os judeus ao cristianismo;
- Rejeitar as interpretações bíblicas que estereotipam negativamente os judeus, pois isso leva ao anti-semitismo;
- Rejeitar a ideia de que o cristianismo é superior ou substituto do judaísmo;
- reconhecer que o anti-semitismo é um elemento do cristianismo histórico, mas não uma parte inerente dele - portanto, pode-se removê-lo do cristianismo e ainda permanecer fiel ao cristianismo.

Tendo Testemunha Fiel continuou dentro da Igreja como um programa de estudo; em 13 de agosto de 2003, o 38.º Conselho Geral da Igreja Unida do Canadá recebeu um novo relatório da Testemunha Fiel Relevante; então aprovou uma declaração sobre as relações com os judeus hoje. Seus afirma o relatório, em parte, "Nenhuma outra religião é tão intimamente relacionada com o cristianismo como o judaísmo. O Deus cristão é o Deus de Israel. Jesus e todos os apóstolos eram de Israel (ver cristãos-judeus). Escrituras cristãs incluem as Escrituras de Israel "Eles pedem que não mais busque a conversão de judeus. A declaração United Church-Jewish Relations Today "reconhece uma história de interpretar o Novo Testamento de uma forma que falhou em reconhecer o contexto dentro do judaísmo em que muitas passagens estão enraizadas; rejeita todos os ensinamentos de desprezo para com os judeus e o judaísmo e a crença de que Deus aboliu o pacto com o povo judeu" afirma a importância do judaísmo como religião, povo e comunidade de convênios e que o Estado de Israel tem o direito de existir em paz e segurança ".